# 4.ª División Blindada del Ejército Bolivariano
La 4.ª División Blindada del Ejército Bolivariano es una unidad de combate de dicho componente de la Fuerza Armada Nacional Bolivariana de Venezuela, siendo el cuerpo blindado de Venezuela.

## Historia
Dentro de la reorganización de la FANB, implementada por el presidente, y según Resolución Número E-258 de fecha 23 de junio de 1961, las Grandes Unidades de Combate dejaron de denominarse Agrupamientos y se les constituyó en Divisiones de Infantería; Maracay es designada sede de la Cuarta División de Infantería, con las siguientes Unidades Tácticas: Batallón Blindado "Bravos de Apure" N.º 04;  GAC "Bartolomé Salom" N.º 41; el Batallón "Carabobo" N.º 41 y el Grupo de Caballería "Plaza" N.º 1, otra de las unidades acantonadas en Maracay que luego pasó a formar parte del Destacamento del Llano.
El Coronel Alfredo Monch Siegert fue nombrado para comandar la Unidad el 27 de octubre de 1961 y fue el primer General de Brigada que la comandó en este período democrático, pues fue ascendido a ese grado y ratificado en el cargo el 9 de agosto de 1962. 
El día 15 de diciembre de 1995 por disposición de Rafael Caldera, Presidente de la República de Venezuela para el momento, fue transformada de Cuarta División de Infantería a Cuarta División Blindada, siendo su Comandante para esa fecha el General de Brigada (Ej) Noél Enrique Martínez Ochoa.
La 4.ª División tiene como jurisdicción militar los estados Aragua, Carabobo, Guárico y Apure. Su principal vehículo de combate es el tanque de diseño ruso T-72BM1.